# Т-34-57
Т-34-57 — радянський середній по масі танк-винищувач, створений на основі танка Т-34. Класифікується як танк-винищувач. Випускався малою серією, деякі його екземпляри взяли участь в битві за Москву і також були в резервах військ на Курській дузі.

## Історія[1]
Навесні 1940 року в РСЧА виникло питання про можливість поліпшення озброєння КВ-1 і Т-34. 45-мм гармати були недостатньо сильні, тому в КБ пропонували встановити гармати калібру 55-60 мм. Паралельно з'явилася нова потужна 57-мм протитанкова гармата ЗІС-2. Гармату прийняли на озброєння в тому ж році, а керівник КБ В. Г. Грабін почав опрацьовувати варіанти її установки на середній танк Т-28. У вересні 1940 року маршал Г. І. Кулік видав замовлення на будівництво нової моделі танка Т-28 для даної гармати.
Робота велася повільно, так як паралельно вироблялися 76-мм гармати Ф-34. Перший дослідний зразок Т-28 був зібраний на початку грудня, а у квітні 1941 року заплановану гармату ЗІС встановили і на Т-34. Випробування в цілому були провалені, а гармату відправили на доопрацювання. З заводів вже надійшов інший варіант гармати під назвою ЗІС-4, який показав відмінні результати, пробиваючи з максимальною дистанції броню товщиною 73-82 мм, а з мінімальної броню товщиною 83-98 мм. Гармату потім додатково допрацювали, поліпшивши довжину ствола і додавши спеціальні противаги масою 180 кг.

## Бойове застосування
Танк з новою гарматою був названий Т-34-57. Виробництво планувалося почати літом 1941 року, але початок війни змінив ці плани. ХПЗ отримав 21 гармату, СТЗ отримав 20 гармат. Восени 1941 року харківський завод був евакуйований, а частина роботи передали заводу № 112, де в жовтні належало побудувати 100 танків з новою гарматою. Точних даних про кількість танків-винищувачів не збереглося.
10 машин увійшли до складу 21-ї танкової бригади з Владимира. 14 жовтня 1941 року вона прибула на фронт і почала наступ до Калініна. За 4 дні боїв танки знищили 1000 солдатів і офіцерів, підбили 34 німецьких танки, 210 автомашин, 25 протитанкових та 6 «термітних» гармат, а також зруйнували 3 штаби групи армій «Центр». Але при цьому загинули командир 21-го танкового полку 21-танкової бригади Михайло Лукін і командир 1-го танкового батальйону Михайло Агібалов. 25 листопада 1941 року танкову бригаду Т-34-57 все ж знищили.
1. Старший політрук Гмиря був командиром танка-винищувача Т-34-57, який восени 1941 року вийшов з Турчинова до Волоколамського шосе. Угледівши колону вантажних автомобілів з німецькими солдатами, Гмиря відкрив вогонь і майже повністю знищив колону, посіявши паніку серед тих, що вижили. Продовжуючи бойові дії, він рушив до аеродрому, де кількома пострілами знищив бомбардувальник. Спільними зусиллями авіації і артилерії танк вдалося підбити, однак Гмиря і його помічник сержант Іщенко прорвалися до своїх військ[3][4].
2. 8 танків також знаходилися в розпорядженні 8-ї танкової бригади Калінінського фронту. Ці машини прибули 19 жовтня 1941 р. і не мали боєприпасів, так що використовувати їх в боях було не можливо.

Випуск танків був припинений зважаючи на надлишкову потужність гармат класу ЗІС. Тільки під час Курської битви танки знову почали воювати з огляду на те, що на фронті з'явився важкий німецький танк PzKpfw VI, відомий як «Тигр». Його можливо було знищити в ряді випадків лише за допомогою звичайної 76-мм танкової гармати Ф-34, але було занадто важко вести бій з цим танком. У 1943 р. надійшло розпорядження знову почати серійне виробництво танків-винищувачів Т-34-57. Цього разу використовувалася модифікована гармата ЗІС-4М (від початкової вона відрізнялося уніфікованим затвором, більш простим механізмом напівавтоматики і зміненим кріпленням муфти в колисці гармати). Також встановили більш потужний снаряд, пробиває на відстані 1000 м броню товщиною 96 мм. Кілька гармат були знищені в результаті пострілів, однак виробництво не згорнули. Все ж тільки три танки були відправлені на фронт у 100-ту особливу танкову роту. З 15 серпня по 5 вересня танки проходили фронтові випробування.
Серійне виробництво модифікованих Т-34-57 розгорнуто не було. Восени 1943 р. більший пріоритет отримали 85-мм гармати, так що всі роботи по 57-мм ЗІСам незабаром згорнули. Тим не менш, виробництво гармат тривало і в 1944 році. Можливо, що один варіант зберігся і знаходиться в Нижньому Тагілі